# Robert W. Holley
Robert W. Holley (28. siječnja, 1922. – 11. veljače, 1993.) bio je američki biokemičar, koji je 1968.g. dobio Nobelovu nagradu za fiziologiju ili medicinu za opisivanje strukture transportne RNK, tako povezujući DNK sa sintezom bjelančevina. Te godine za svoje doprinose razumijevanju sinteze bjelančevina nagradu su također dobili 
Har Gobind Khorana i Marshall W. Nirenberg.
Holleyevo istraživanje RNK prvotno se je fokusiralo na izoliranje transportne RNK (tRNK), a zatim na istraživanje strukture alanin tRNK (molekule koja ugrađuje aminokiselinu alanin u bjelančevine). Pomoću dva enzima ribonukleaze, koji molekulu tRNK sijeku točno na odabranim mjestima, koja su određena točnim nizom nukletida, dobiveni su dijelovi molekula. Metodama kombiniranja i uspoređivanja isječenih dijelova obim enzimima, dobivene su konačne strukture molekula. 

## Vanjske poveznice
- Nobelova nagrada - životopis